# 799 Gudula
799 Gudula è un asteroide della fascia principale del diametro medio di circa 43,63 km. Scoperto nel 1915, presenta un'orbita caratterizzata da un semiasse maggiore pari a 2,5417869 UA e da un'eccentricità di 0,0234427, inclinata di 5,27892° rispetto all'eclittica.
L'origine del suo nome è sconosciuta.